# Баралеті
Баралеті (груз. ბარალეთი) — село в Грузії.
За даними перепису населення 2014 року в селі проживає 770 осіб.